# 1958–1959-es olasz labdarúgókupa
Az 1958–1959-es olasz labdarúgókupa az olasz kupa 12. kiírása. A kupát a Juventus nyerte meg harmadszor.

## Eredmények

### Első forduló
| 1. csapat   | Eredmény        | 2. csapat    |
| ----------- | --------------- | ------------ |
| Anconitana  | 6–2             | Pescara      |
| L'Aquila    | 4–3             | Chieti       |
| Biellese    | 2–1             | Pro Vercelli |
| Catanzaro   | 1–0             | Cosenza      |
| Foggia      | 3–1             | Cirio        |
| Lecce       | 2–1             | Barletta     |
| Livorno     | 0–1             | Fedit Roma   |
| Lucchese    | 0–4             | Pisa         |
| Mantova     | 1–0             | Cremonese    |
| Marsala     | 2–4             | Trapani      |
| Mestrina    | 2–2 (Te.: 4-5)1 | Treviso      |
| Pro Patria  | 2–0             | Piacenza     |
| Ravenna     | 2–3             | Forlì        |
| Salernitana | 3–2             | Casertana    |
| Sanremese   | 5–2             | Casale       |
| Siena       | 1–0             | Arezzo       |
| Siracusa    | 0–2             | Reggina      |
| Spezia      | 2–3             | Carbosarda   |
| Varese      | 4–2             | Legnano      |

1 - A mérkőzés 0–1-nél félbeszakadt, mivel elromlott a stadion világítása, ezért a találkozót megismételték.

### Második forduló
A fordulóban csatlakozó csapatok: Atalanta, Bari, Brescia, Cagliari, Catania, Como, Lecco, Messina, Modena, Novara, Palermo, Parma, Pordenone, Prato, Reggiana, Sambenedettese, Simmenthal Monza, Taranto, Venezia, Verona, Vigevano.
| 1. csapat        | Eredmény | 2. csapat      |
| ---------------- | -------- | -------------- |
| L'Aquila         | 2–0      | Zenit Modena   |
| Bari             | 5–1      | Foggia Incedit |
| Biellese         | 1–2      | Atalanta       |
| Carbosarda       | 1–0      | Cagliari       |
| Catanzaro        | 1–0      | Catania        |
| Fedit Roma       | 1–0      | Como           |
| Lecce            | 1–0      | Taranto        |
| Messina          | 1–0      | Reggina        |
| Novara           | 1–2      | Sanremese      |
| Palermo          | 1–2      | Trapani        |
| Parma            | 2–3      | Mantova        |
| Pisa             | 1–0      | Lecco          |
| Pordenone        | 3–2      | Verona         |
| Prato            | 2–1      | Salernitana    |
| Pro Patria       | 2–1      | Brescia        |
| Reggiana         | 4–2      | Anconitana     |
| Sambenedettese   | 2–0      | Forlì          |
| Simmenthal Monza | 1–0      | Siena          |
| Varese           | 2–0      | Vigevano       |
| Venezia          | 3–0      | Treviso        |

### Harmadik forduló
A fordulóban csatlakozó csapatok: Alessandria, Genoa, Internazionale, Lanerossi Vicenza, Napoli, Roma, SPAL, Talmone Torino, Triestina, Udinese.
| 1. csapat        | Eredmény | 2. csapat         |
| ---------------- | -------- | ----------------- |
| Alessandria1     | 0–3      | Fedit Roma        |
| Atalanta         | 4–0      | L'Aquila          |
| Catanzaro        | 0–1      | Roma              |
| Lecce            | 0–1      | Bari              |
| Mantova          | 0–7      | Internazionale    |
| Napoli           | 5–0      | Messina           |
| Pisa             | 3–1      | Lanerossi Vicenza |
| Pordenone        | 1–2      | Talmone Torino    |
| Prato            | 3–2      | Trapani           |
| Pro Patria       | 1–3      | Genoa             |
| Reggiana         | 0–2      | Triestina         |
| Sanremese        | 1–2      | Venezia           |
| Simmenthal Monza | 2–1      | Carbosarda        |
| SPAL             | 3–2      | Sambenedettese    |
| Udinese          | 1–2      | Varese            |

1 - Később az Alessandria is továbbjutott, azért, hogy a csapatlétszám megmaradjon.

### Negyedik forduló
| 1. csapat      | Eredmény | 2. csapat        |
| -------------- | -------- | ---------------- |
| Alessandria    | 5–0      | Pisa             |
| Atalanta       | 2–1      | SPAL             |
| Bari           | 1–2      | Varese           |
| Fedit Roma     | 1–2      | Simmenthal Monza |
| Genoa          | 4–2      | Triestina        |
| Internazionale | 3–2      | Napoli           |
| Roma           | 0–1      | Venezia          |
| Talmone Torino | 3–0      | Prato            |

### Nyolcaddöntő
A fordulóban csatlakozó csapatok: Bologna, Fiorentina, Juventus, Lazio, Marzotto, Milan, Padova, Sampdoria.
| 1. csapat  | Eredmény  | 2. csapat        |
| ---------- | --------- | ---------------- |
| Atalanta   | 1–2       | Talmone Torino   |
| Bologna    | 3–2       | Milan            |
| Fiorentina | 2–1       | Sampdoria        |
| Genoa      | 2–1       | Simmenthal Monza |
| Juventus   | 6–2 (hu.) | Alessandria      |
| Lazio      | 3–0       | Varese           |
| Marzotto   | 0–2       | Venezia          |
| Padova     | 0–2       | Internazionale   |

### Negyeddöntő
| 1. csapat | Eredmény | 2. csapat      |
| --------- | -------- | -------------- |
| Genoa     | 2–1      | Bologna        |
| Juventus  | 3–1      | Fiorentina     |
| Lazio     | 0–1      | Internazionale |
| Venezia   | 5–1      | Talmone Torino |

### Elődöntő
| 1. csapat      | Eredmény | 2. csapat |
| -------------- | -------- | --------- |
| Internazionale | 1–0      | Venezia   |
| Juventus       | 3–1      | Genoa     |

### Bronzmérkőzés
| 1. csapat | Eredmény | 2. csapat |
| --------- | -------- | --------- |
| Genoa     | 2–1      | Venezia   |

### Döntő
| 1959. június 10. | Juventus                                         | 4 – 1 | Internazionale | San Siro, Milánó Nézőszám: – Játékvezető: Cesare Jonni |
| 1959. június 10. | Charles 7' Cervato 27' 79' (11-esből) Sivori 63' | (2–1) | 36' Bicicli    | San Siro, Milánó Nézőszám: – Játékvezető: Cesare Jonni |

| Az 1958–1959-es olasz labdarúgókupa győztese: |
| --------------------------------------------- |
| Juventus 3. cím                               |